# Meristogenys jerboa
Meristogenys jerboa é uma espécie de anfíbio da família Ranidae.
É endémica de Malásia.
Os seus habitats naturais são: florestas subtropicais ou tropicais húmidas de baixa altitude e rios.